# Yōjirō Takahagi
Yōjirō Takahagi (japanisch 高萩 洋次郎, Takahagi Yōjirō; * 2. August 1986 in Iwaki, Präfektur Fukushima) ist ein japanischer Fußballspieler.

## Karriere

### Verein
Seinen ersten Vertrag unterschrieb Yōjirō Takahagi 2003 beim Zweitligisten Sanfrecce Hiroshima. Gleich im ersten Jahr wurde erm mit Sanfrecce Vizemeister und stieg in die erste Liga auf. 2006 wurde er an den Ehime FC ausgeliehen. Mit dem Verein  aus Matsuyama spielte er 44-mal in der zweiten Liga, der J2 League. Nach der Ausleihe kehrte er Anfang 2007 zu Hiroshima zurück. Ende 2007 musste er mit dem Klub wieder in die zweite Liga absteigen. 2008 wurde er mit Hiroshima Meister der zweiten Liga und stieg direkt wieder in die erste Liga auf. 2012 und 2013 feierte er mit Sanfrecce die japanische Fußballmeisterschaft. Von Januar 2015 bis Juli 2015 spielte er in Australien bei den Western Sydney Wanderers. Der Verein aus Sydney spielte in der ersten australischen Liga, der A-League. Direkt im Anschluss wechselte er nach Südkorea zum FC Seoul. Mit dem FC Seoul gewann er 2016 die südkoreanische Meisterschaft. Anfang 2017 kehrte er nach Japan zurück und schloss sich dem FC Tokyo an. Der Verein aus der Präfektur Tokio spielte in der ersten japanischen Liga, der J1 League. Im Finale um den J.League Cup 2020 besiegte Tokyo am 4. Januar 2021 Kashiwa Reysol mit 2:1. Im Juli 2022 wechselte Takahagi auf Leihbasis nach Utsunomiya zum Zweitligisten Tochigi SC. Für Tochigi bestritt er 15 Zweitligaspiele. Nach der Ausleihe wurde er zu Beginn der Saison 2023 im Februar fest von Tochigi unter Vertrag genommen. Nach einer Saison zog es ihn im Januar 2024 nach Singapur.  Hier unterschrieb er einen Vertrag beim Erstligisten Albirex Niigata (Singapur). Der Verein ist ein Ableger des japanischen Vereins Albirex Niigata.

### Nationalmannschaft
2013 debütierte Takahagi für die japanische Fußballnationalmannschaft. Takahagi bestritt drei Länderspiele.

## Erfolge
Sanfrecce Hiroshima
- Japanischer Zweitligameister: 2008
- Japanischer Meister: 2012, 2013
- Japanischer Supercup-Sieger: 2008, 2013, 2014

FC Seoul
- Südkoreanischer Meister: 2016

FC Tokyo
- Japanischer Ligapokalsieger: 2020

## Auszeichnungen
- J. League Best Eleven: 2012